# سونشید
سونشید (به آلمانی: Sonnschied) یک شهر در آلمان است که در بیرکنفلد واقع شده‌است. سونشید ۱۳۲ نفر جمعیت دارد.